# Поля соответствия
Поля соответствия — поля на шахматной доске, по которым маневрируют фигуры соперников, оказываясь как бы связанными друг с другом. Появляются обычно в эндшпиле, когда ряд ходов одной
стороны парируется единственно удовлетворительными ходами другой. Особенно большую роль поля соответствия играют в окончаниях с фиксированной пешечной конфигурацией, где игра сводится к точному маневрированию королей по этим полям. В таких окончаниях нередко образуются целые зоны полей соответствия, по которым передвигаются короли в борьбе за ключевые поля. Нарушить соответствие в свою пользу (выиграть) означает проникнуть, маневрируя королём по полям соответствия, на ключевые поля; удержать (сохранить) соответствие — не пропустить короля соперника на ключевые поля.
Теорию полей соответствия начали разрабатывать в XX веке (Н. Григорьев, Р. Бианкетти, К. Эберс, В. Гальберштадт, В. Бер, И. Майзелис, М. Зинар). Выявлен ряд типичных систем полей соответствия: трёх-, четырёх-,
восьми-, двенадцатипольная, Т-образная и так далее. Один из простых случаев полей соответствия представлен этюдом Н. Григорьева (1921).
|   | a                                                                                      | b                                                                                      | c                                                                                      | d                                                                                      | e                                                                                      | f                                                                                      | g                                                                                      | h                                                                                      |   |
| - | -------------------------------------------------------------------------------------- | -------------------------------------------------------------------------------------- | -------------------------------------------------------------------------------------- | -------------------------------------------------------------------------------------- | -------------------------------------------------------------------------------------- | -------------------------------------------------------------------------------------- | -------------------------------------------------------------------------------------- | -------------------------------------------------------------------------------------- | - |
| 8 | f4 чёрный король · c3 чёрная пешка · d3 белая пешка · c2 белая пешка · e1 белый король | f4 чёрный король · c3 чёрная пешка · d3 белая пешка · c2 белая пешка · e1 белый король | f4 чёрный король · c3 чёрная пешка · d3 белая пешка · c2 белая пешка · e1 белый король | f4 чёрный король · c3 чёрная пешка · d3 белая пешка · c2 белая пешка · e1 белый король | f4 чёрный король · c3 чёрная пешка · d3 белая пешка · c2 белая пешка · e1 белый король | f4 чёрный король · c3 чёрная пешка · d3 белая пешка · c2 белая пешка · e1 белый король | f4 чёрный король · c3 чёрная пешка · d3 белая пешка · c2 белая пешка · e1 белый король | f4 чёрный король · c3 чёрная пешка · d3 белая пешка · c2 белая пешка · e1 белый король | 8 |
| 7 | f4 чёрный король · c3 чёрная пешка · d3 белая пешка · c2 белая пешка · e1 белый король | f4 чёрный король · c3 чёрная пешка · d3 белая пешка · c2 белая пешка · e1 белый король | f4 чёрный король · c3 чёрная пешка · d3 белая пешка · c2 белая пешка · e1 белый король | f4 чёрный король · c3 чёрная пешка · d3 белая пешка · c2 белая пешка · e1 белый король | f4 чёрный король · c3 чёрная пешка · d3 белая пешка · c2 белая пешка · e1 белый король | f4 чёрный король · c3 чёрная пешка · d3 белая пешка · c2 белая пешка · e1 белый король | f4 чёрный король · c3 чёрная пешка · d3 белая пешка · c2 белая пешка · e1 белый король | f4 чёрный король · c3 чёрная пешка · d3 белая пешка · c2 белая пешка · e1 белый король | 7 |
| 6 | f4 чёрный король · c3 чёрная пешка · d3 белая пешка · c2 белая пешка · e1 белый король | f4 чёрный король · c3 чёрная пешка · d3 белая пешка · c2 белая пешка · e1 белый король | f4 чёрный король · c3 чёрная пешка · d3 белая пешка · c2 белая пешка · e1 белый король | f4 чёрный король · c3 чёрная пешка · d3 белая пешка · c2 белая пешка · e1 белый король | f4 чёрный король · c3 чёрная пешка · d3 белая пешка · c2 белая пешка · e1 белый король | f4 чёрный король · c3 чёрная пешка · d3 белая пешка · c2 белая пешка · e1 белый король | f4 чёрный король · c3 чёрная пешка · d3 белая пешка · c2 белая пешка · e1 белый король | f4 чёрный король · c3 чёрная пешка · d3 белая пешка · c2 белая пешка · e1 белый король | 6 |
| 5 | f4 чёрный король · c3 чёрная пешка · d3 белая пешка · c2 белая пешка · e1 белый король | f4 чёрный король · c3 чёрная пешка · d3 белая пешка · c2 белая пешка · e1 белый король | f4 чёрный король · c3 чёрная пешка · d3 белая пешка · c2 белая пешка · e1 белый король | f4 чёрный король · c3 чёрная пешка · d3 белая пешка · c2 белая пешка · e1 белый король | f4 чёрный король · c3 чёрная пешка · d3 белая пешка · c2 белая пешка · e1 белый король | f4 чёрный король · c3 чёрная пешка · d3 белая пешка · c2 белая пешка · e1 белый король | f4 чёрный король · c3 чёрная пешка · d3 белая пешка · c2 белая пешка · e1 белый король | f4 чёрный король · c3 чёрная пешка · d3 белая пешка · c2 белая пешка · e1 белый король | 5 |
| 4 | f4 чёрный король · c3 чёрная пешка · d3 белая пешка · c2 белая пешка · e1 белый король | f4 чёрный король · c3 чёрная пешка · d3 белая пешка · c2 белая пешка · e1 белый король | f4 чёрный король · c3 чёрная пешка · d3 белая пешка · c2 белая пешка · e1 белый король | f4 чёрный король · c3 чёрная пешка · d3 белая пешка · c2 белая пешка · e1 белый король | f4 чёрный король · c3 чёрная пешка · d3 белая пешка · c2 белая пешка · e1 белый король | f4 чёрный король · c3 чёрная пешка · d3 белая пешка · c2 белая пешка · e1 белый король | f4 чёрный король · c3 чёрная пешка · d3 белая пешка · c2 белая пешка · e1 белый король | f4 чёрный король · c3 чёрная пешка · d3 белая пешка · c2 белая пешка · e1 белый король | 4 |
| 3 | f4 чёрный король · c3 чёрная пешка · d3 белая пешка · c2 белая пешка · e1 белый король | f4 чёрный король · c3 чёрная пешка · d3 белая пешка · c2 белая пешка · e1 белый король | f4 чёрный король · c3 чёрная пешка · d3 белая пешка · c2 белая пешка · e1 белый король | f4 чёрный король · c3 чёрная пешка · d3 белая пешка · c2 белая пешка · e1 белый король | f4 чёрный король · c3 чёрная пешка · d3 белая пешка · c2 белая пешка · e1 белый король | f4 чёрный король · c3 чёрная пешка · d3 белая пешка · c2 белая пешка · e1 белый король | f4 чёрный король · c3 чёрная пешка · d3 белая пешка · c2 белая пешка · e1 белый король | f4 чёрный король · c3 чёрная пешка · d3 белая пешка · c2 белая пешка · e1 белый король | 3 |
| 2 | f4 чёрный король · c3 чёрная пешка · d3 белая пешка · c2 белая пешка · e1 белый король | f4 чёрный король · c3 чёрная пешка · d3 белая пешка · c2 белая пешка · e1 белый король | f4 чёрный король · c3 чёрная пешка · d3 белая пешка · c2 белая пешка · e1 белый король | f4 чёрный король · c3 чёрная пешка · d3 белая пешка · c2 белая пешка · e1 белый король | f4 чёрный король · c3 чёрная пешка · d3 белая пешка · c2 белая пешка · e1 белый король | f4 чёрный король · c3 чёрная пешка · d3 белая пешка · c2 белая пешка · e1 белый король | f4 чёрный король · c3 чёрная пешка · d3 белая пешка · c2 белая пешка · e1 белый король | f4 чёрный король · c3 чёрная пешка · d3 белая пешка · c2 белая пешка · e1 белый король | 2 |
| 1 | f4 чёрный король · c3 чёрная пешка · d3 белая пешка · c2 белая пешка · e1 белый король | f4 чёрный король · c3 чёрная пешка · d3 белая пешка · c2 белая пешка · e1 белый король | f4 чёрный король · c3 чёрная пешка · d3 белая пешка · c2 белая пешка · e1 белый король | f4 чёрный король · c3 чёрная пешка · d3 белая пешка · c2 белая пешка · e1 белый король | f4 чёрный король · c3 чёрная пешка · d3 белая пешка · c2 белая пешка · e1 белый король | f4 чёрный король · c3 чёрная пешка · d3 белая пешка · c2 белая пешка · e1 белый король | f4 чёрный король · c3 чёрная пешка · d3 белая пешка · c2 белая пешка · e1 белый король | f4 чёрный король · c3 чёрная пешка · d3 белая пешка · c2 белая пешка · e1 белый король | 1 |
|   | a                                                                                      | b                                                                                      | c                                                                                      | d                                                                                      | e                                                                                      | f                                                                                      | g                                                                                      | h                                                                                      |   |

Чёрные сведут окончание вничью, если не допустят короля соперника ни на одно из трёх ключевых полей — е2, f2 и b3. Нетрудно установить, что этой цели удовлетворяет только ход 1. … Kpf3! Тогда
на 2.Kpd1 следует 2. … Кре3 3.Kpc1! Kpd4 4.Kpb1 Kpc5 5.Кра2 Крb4, и король чёрных успевает вовремя. Поля e1—f3, d1—е3, c1—d4, b1—c5, а2—b4 и будут в этом случае поля соответствия. Удерживая соответствие, чёрные не пропускают белого короля на ключевые поля.